# 96式自走120mm迫撃砲
96式自走120mm迫撃砲（きゅうろくしきじそう120ミリはくげきほう）は、陸上自衛隊が装備、運用する120mm迫撃砲 RTを装軌車に車載して自走砲化した車両である。
防衛省は略称を「120MSP」、広報向け愛称を「ゴッドハンマー」としており、配備部隊内では「自走120モーター」などとも呼ばれる。

## 概要
陸上自衛隊唯一の機甲師団である北海道の第7師団第11普通科連隊では、機甲化されている普通科（歩兵）部隊に追従する必要上、迫撃砲部隊も機甲化されており、従来は60式装甲車の派生型である60式自走107mm迫撃砲および60式自走81mm迫撃砲が配備されていた。しかし、60式は制式化から30年以上が経過し、老朽化が著しいことから、普通科連隊重迫撃砲中隊に配備が始まっていた120mm迫撃砲 RTを搭載する自走迫撃砲が開発されることになった。
開発は1994年（平成6年）に開始され、車体に既存の車両を使用したことから翌1995年（平成7年）には試作車が完成し、1996年（平成8年）に制式化された。

## 構造

### 車体
車体は日立製作所が生産を行っている。シャーシは92式地雷原処理車からの流用であり、73式けん引車・87式砲側弾薬車ともコンポーネントを共有している。
配置は、前部左側が機関室、右側が操縦士席となっており、操縦士席の後方に車長席がある。車体後方は戦闘室となっており、主兵装である120mm迫撃砲 RTを搭載する。

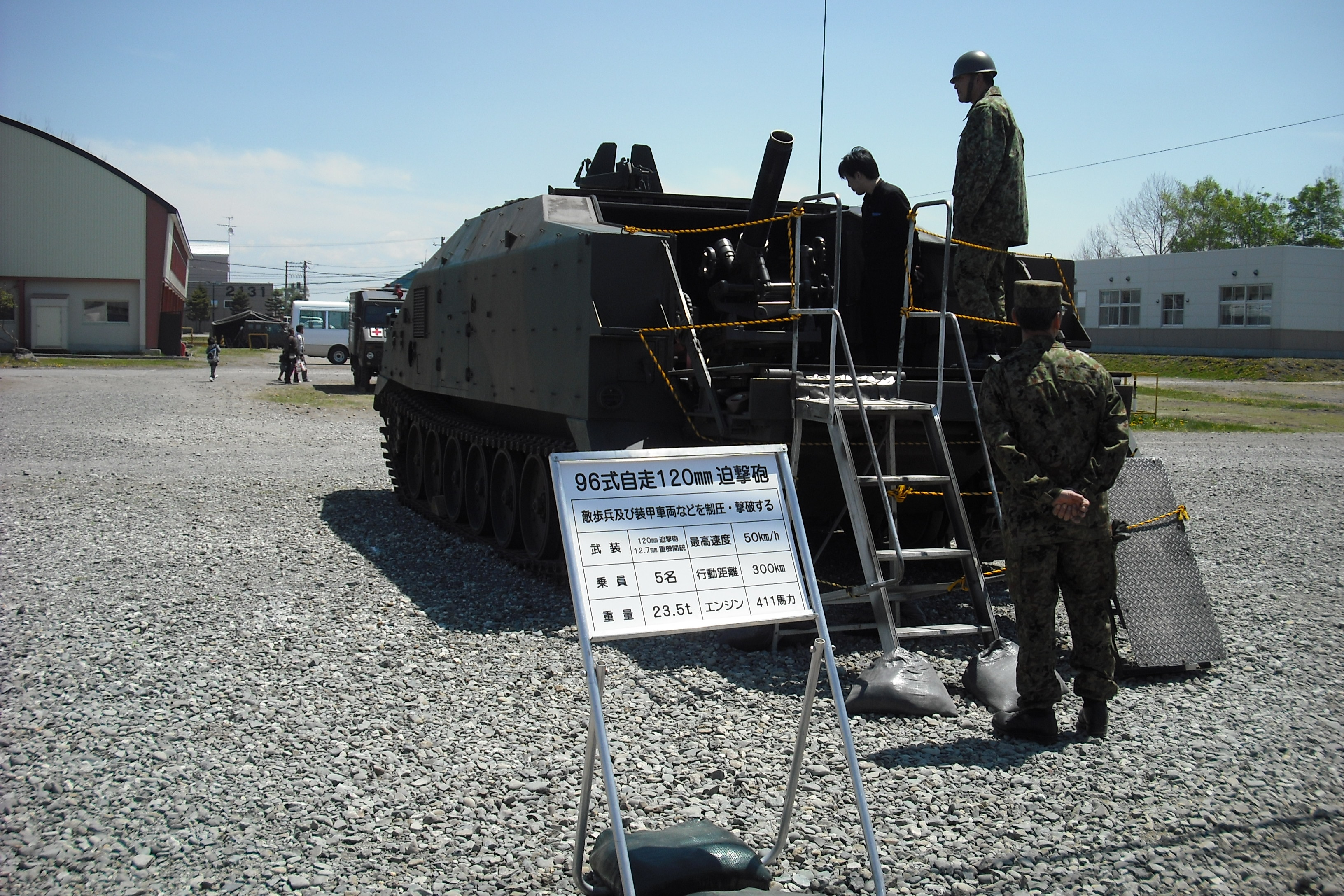
後方から見た戦闘室付近の様子
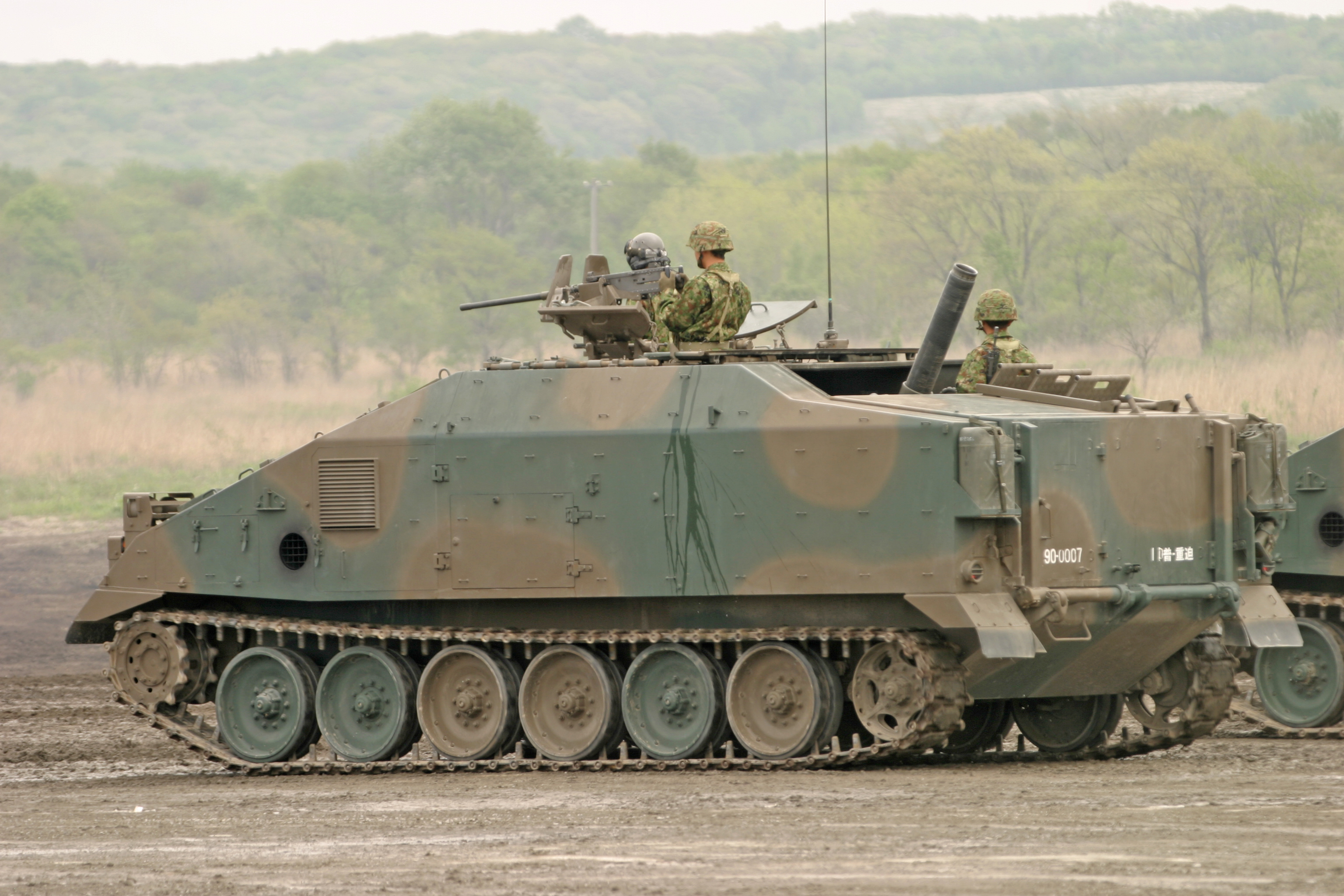
車体側面から見た様子。乗員の乗車位置が分かる

### 兵装

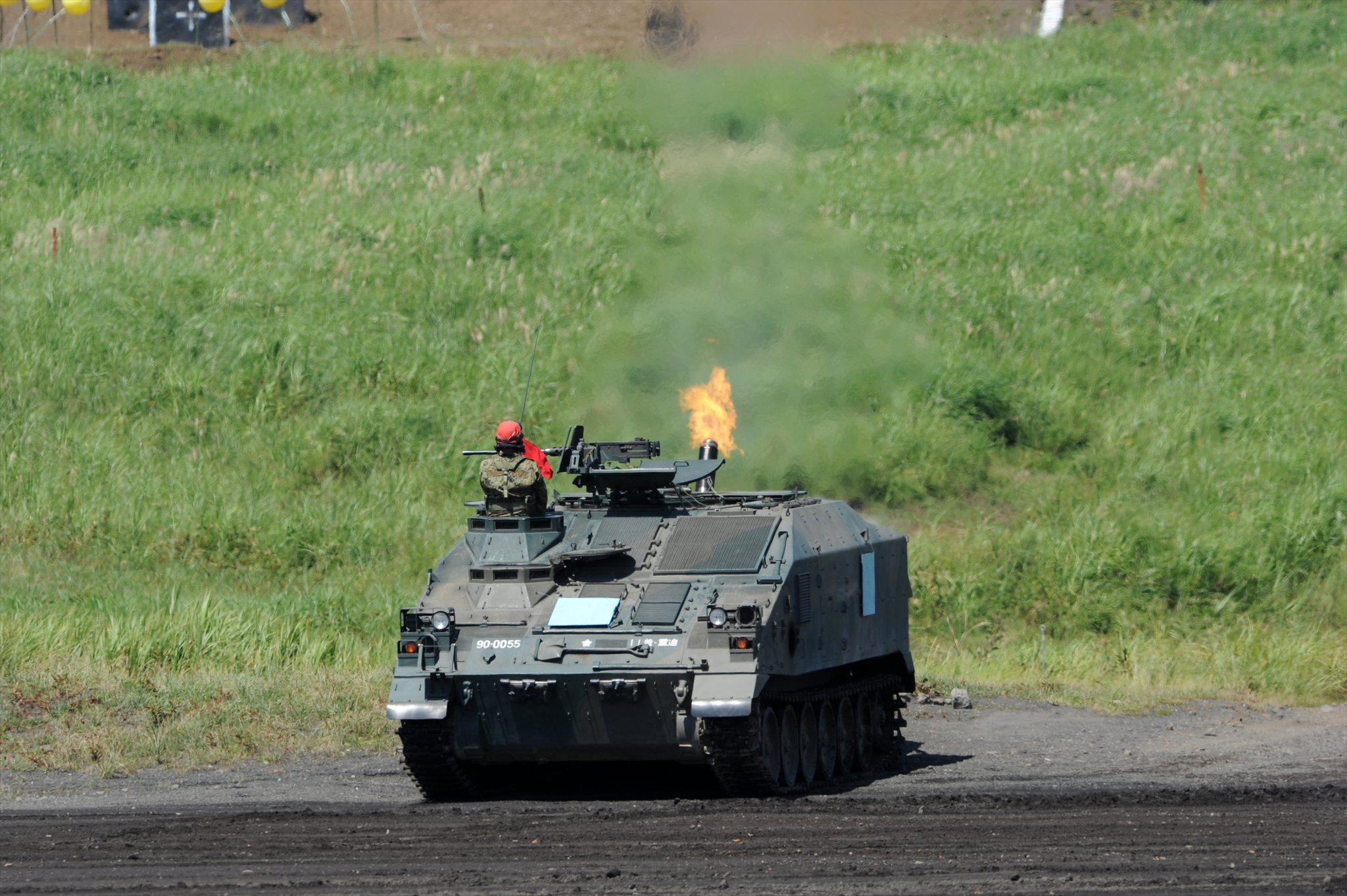
平成22年度富士総合火力演習で120mm迫撃砲 RTによる射撃を行う96式自走120mm迫撃砲

120mm迫撃砲 RTはタレス・グループ（TDA）で開発された迫撃砲で、豊和工業がライセンス生産したものを搭載している。ターン・テーブルに載せられており、左右45度に旋回が可能だが、基本的な構造や射撃能力は普通科連隊重迫撃砲中隊に配備されている車輪式のものと変わらないが、車載用制退器が組み込まれている。
射撃時には戦闘室上方と後方のハッチを開き、後方に向かって発射体制をとる。搭載する120mm砲弾は50発で、戦闘室の左右に格納される。
このほか、自衛用に12.7mm重機関銃M2を1丁、車長用キューポラに装備する。

## 配備

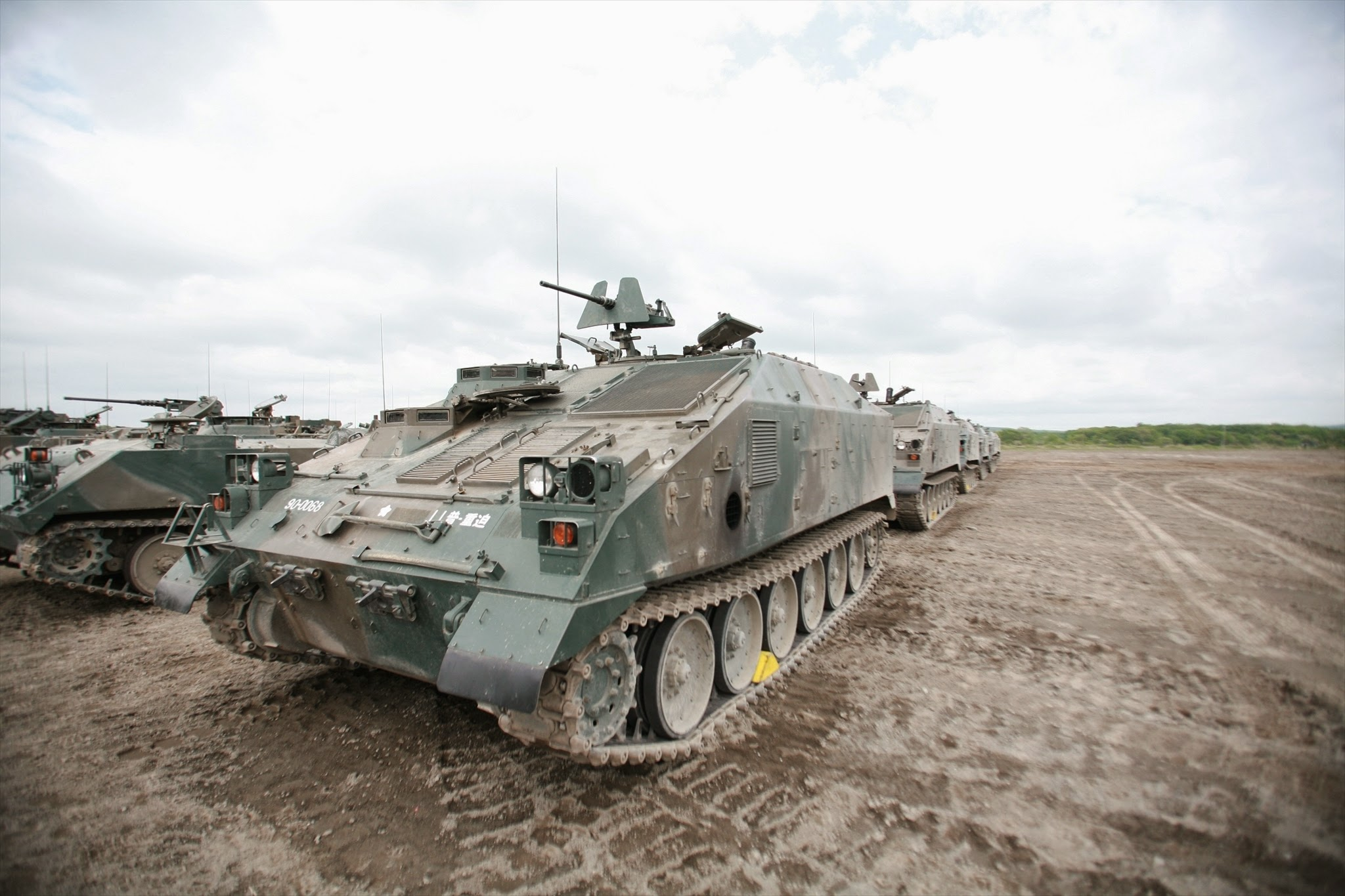
整列した96式自走120mm迫撃砲

予定通り、北海道の第7師団第11普通科連隊の重迫撃砲中隊にのみ配備された。前任装備の60式自走迫撃砲は第7師団のほかにも配備されていることから、更に生産して増備する構想もあったが、第7師団第11普通科連隊に次ぐ配備先になる予定の第2師団第3普通科連隊は96式装輪装甲車を装備する装輪装甲車化部隊となる計画になったため、装軌車両である本車を装備することはないとされ、増備の構想は解消し生産完了となった。
2002年（平成14年）の最終調達契約までの総生産数は24両である。
| 予算計上年度         | 調達数 |
| -------------------- | ------ |
| 平成8年度（1996年）  | 6両    |
| 平成9年度（1997年）  | 6両    |
| 平成10年度（1998年） | 3両    |
| 平成11年度（1999年） | 3両    |
| 平成12年度（2000年） | 3両    |
| 平成13年度（2001年） | 1両    |
| 平成14年度（2002年） | 2両    |
| 合計                 | 24両   |